# Sosa Texcoco

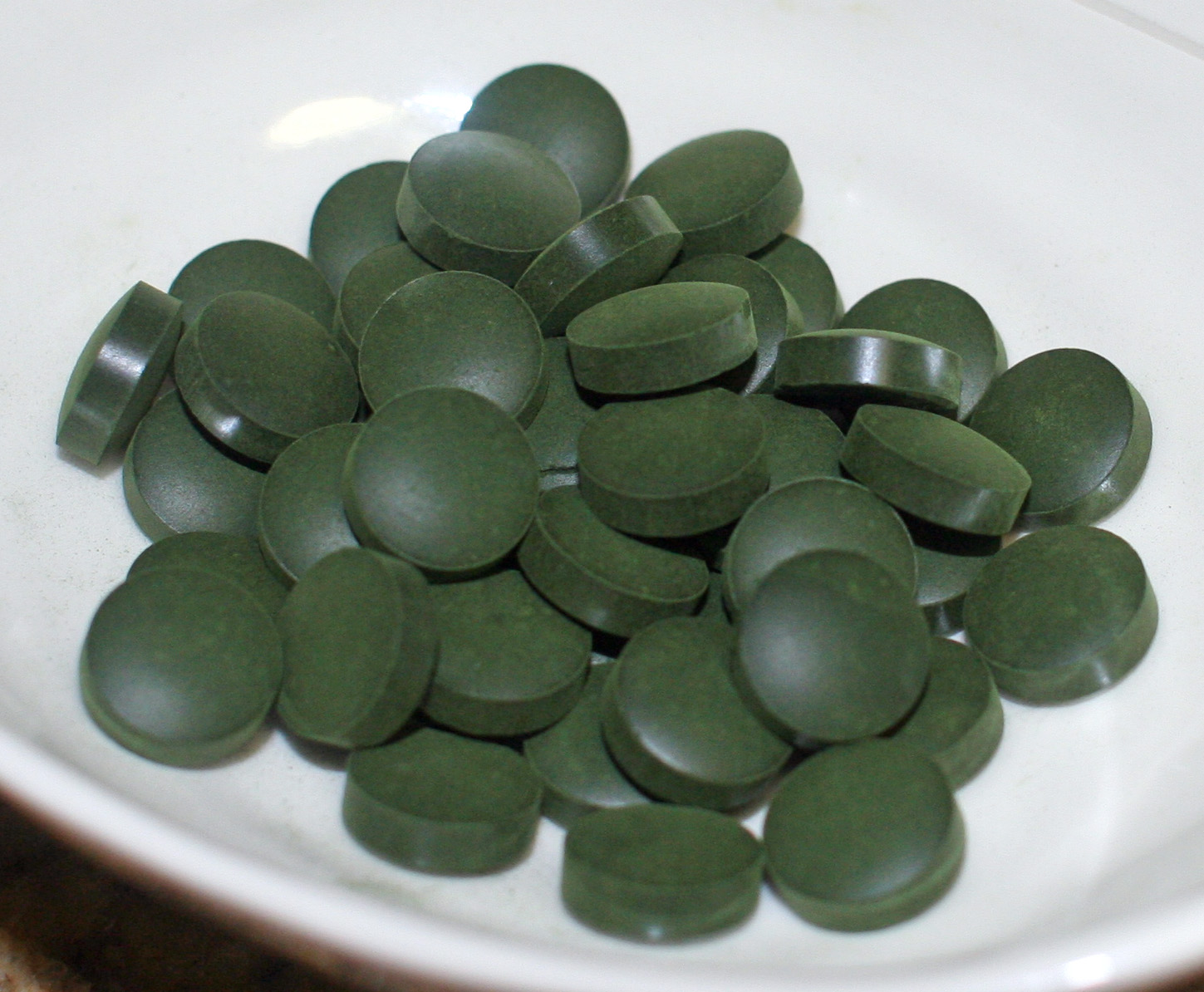
Tabletas de espirulina, como las que eran producidas por Sosa Texcoco.

Sosa Texcoco fue una empresa mexicana que explotaba una de las dos mayores minas de salmueras alcalinas naturales en el mundo. 
La empresa Sosa Texcoco se ubicaba en el municipio de Ecatepec, Estado de México, México, sobre la Avenida Central, a un lado de la colonia Jardines de Morelos.
En el subsuelo del vaso del Lago de Texcoco existe un manto de aguas saladas que contienen sales alcalinas que provienen del lavado de las colinas que se encuentran alrededor del valle de México. Esas salmueras alcalinas están compuestas por cantidades equivalentes de carbonato de sodio y de cloruro de sodio. Desde tiempo inmemorable, las sales han aflorado por capilaridad ensalitrando las tierras con tequesquite o carbonato de sodio puro que en otros países se conoce con el nombre de Trona o Urao, por la que desde la época precolonial se originó la explotación rudimentaria de ese producto.
Adicionalmente y debido a la naturaleza de los mantos freáticos de origen lacustre fue posible extraer también de las tierras alga Spirulina.
El 23 de septiembre de 1993 estalló una huelga que duró por varios años, finalizando el fallo a favor de los trabajadores. La empresa estaba en quiebra y no reanudó actividades jamás. 
Hubo distintos planes para las 800 hectáreas de los terrenos propiedad de esta empresa, entre otros que formarían parte del proyecto Vuelta a la ciudad lacustre para la construcción del nuevo Aeropuerto Internacional de la Ciudad de México y otro plan de utilizarlos para la construcción de escuelas o bibliotecas. Sin embargo, se privatizaron y se utilizaron para la construcción de la zona habitacional conocida como Las Américas. 

## Historia de la empresa
Las obras de desagüe de la capital mexicana, iniciadas en el siglo XVII, con el tajo y el túnel de Nochistongo y terminadas en 1900 con el gran canal y el corte de Tequísquiac, bajaron el nivel de las aguas del Lago de Texcoco aproximadamente en ocho metros, reduciéndolo a sus actuales dimensiones que son una décima parte de las originales.
En el subsuelo del vaso del Lago de Texcoco, existe un manto de aguas saladas que contienen sales alcalinas que provienen del lavado de las colinas que se encuentran alrededor del valle de México. Esas salmueras alcalinas están compuestas por cantidades equivalentes de carbonato de sodio y de cloruro de sodio.
Desde tiempo inmemorable, las sales han aflorado por capilaridad ensalitrando las tierras con tequesquite o carbonato de sodio puro que en otros países se conoce con el nombre de trona o urao, por la que desde la época precolonial se originó la explotación rudimentaria de ese producto.
Lo anterior tendía a hacer los terrenos impropios para la agricultura, originando que el Gobierno Federal se encargara de realizar el lavado de las tierras superficiales. Poco a poco se ha logrado que algunos terrenos de la periferia del lago se utilicen para la agricultura.
Además de la instalación de varias plantas experimentales, se llevó a cabo la construcción de un evaporador solar de 900 hectáreas de superficie aproximadamente destinado a la concentración de las salmueras a fin de hacer comercial su utilización.
Con fecha 18 de diciembre de 1943 el gobierno federal otorgó concesión por 50 años para el uso de la Aguas Salinas provenientes de la bonificación de las tierras del Lago de Texcoco y las del subsuelo que puedan hacerse aflorar por medio de pozos, a un grupo de ingenieros de procedencia francesa y española, aunados a varios empresarios mexicanos que desde 1938 habían realizado los primeros trabajos para encontrar una forma de aprovechar industrialmente las sales del Lago de Texcoco, siendo el evaporador solar y algunas de las plantas experimentales sus principales contribuciones al proyecto que más tarde llevaría en nombre de "Sosa Texcoco".
La planta original fue diseñada por la Chemical Construction Corporation de Nueva York, partiendo de los estudios efectuados por el Dr. Antonio Mandinaveitia, para una producción diaria de 100 toneladas de carbonato de sodio, la mitad de ellas destinadas a la fabricación de sosa cáustica en la misma planta.
Es así como nace Sosa Texcoco, S.A., cuyos principales objetivos productivos eran el aprovechamiento de las salmueras alcalinas en el subsuelo para dar origen a su producto principal, carbonato de sodio, que a su vez sería materia prima para la producción de sosa
cáustica, producto del cual la empresa lleva su nombre.
Debido al desconocimiento general que las salmueras se tenía en cuanto a su comportamiento como materia prima industrial, se presentaron desde el primer momento graves problemas en la operación de la planta, ignorados por los diseñadores y fabricantes de equipo y que fue preciso resolver sobre la marcha; de tal manera que las técnicas de operación de la planta, desarrollo del proceso y buena parte del diseño del equipo, fueron el resultado de la experiencia y la inventiva de la propia empresa.
Como ejemplo de los grandes cambios que fue preciso introducir, basta mencionar la sustitución de la centrífuga por filtros rotatorios Oliver y de los hornos verticales Herreshoff por rotatorios horizontales; y como muestra de la eficiencia en la operación, el aumento de la producción de las torres de carbonatación de 25 toneladas diarias por unidad (capacidad de diseño) creció a más de 60.
Sosa Texcoco, S.A. de C.V. se encontraba ubicada en las inmediaciones del municipio de Ecatepec de Morelos, en el Estado de México; al borde del antiguo Lago de Texcoco. Este se encuentra situado el noreste de la Ciudad de México, con aproximadamente 40 kilómetros
de longitud (norte-sur) por 20 kilómetros de anchura (este-oeste); circundado por los municipios de Ecatepec y Texcoco, y las zonas de Chapingo y Santa Clara. Actualmente los terrenos de la planta son los que ocupa el fraccionamiento "Las Americas Ecatepec".
El proyecto inicial "Sosa Texcoco" fue planeado de forma meticulosa y teniendo como meta formar una empresa productiva y eficiente; aprovechado las bondades que ofrecía el subsuelo mexicano.
Años más tarde el gobierno mexicano intervino en el destino de esta empresa al expropiaría de las manos de la iniciativa privada, para que formara parte del grupo industrial SOMEXFISOMEX (Fomento Industrial Somex), a finales de los años 50.
Para 1982 la empresa tenía inversiones en acciones de la empresa Cloro de Tehantepec, S.A. de C.V. y en Procesos Petroquímicos, S.A. de C.V.; en la primera por un monto nominal de 235 millones de pesos equivalente al 12% del capital y de 400 mil pesos en la segunda, equivalente al 5% del capital social. Para esa fecha Sosa Texcoco, S.A., tenía un pasivo en moneda extranjera de 4 millones de dólares y 75 millones de pesos en moneda nacional con los bancos Nacional de Detroit y Mexicano Somex, S.N.C., respectivamente. Se tenían también celebrados dos contratos para la venta de salmuera con las empresas Productos San Cristóbal, S.A. y Productos Básicos Nacionales, S.A.
Desde principalmente de 1983 la empresa inició la modificación de su estructura orgánica y simultáneamente, su descentralización. La empresa que durante el tiempo que perteneció a la iniciativa privada resultando ser productiva y ofreciendo índices de rentabilidad adecuados, paso a convertirse en un ente en el que la corrupción y la mala administración la llevaron, como algunas empresas paraestatales, a la improductividad y al enriquecimiento de sus propios funcionarios, permitiendo que el sindicato obtuviera el control de la empresa por medio de las revisiones contractuales.
En 1985 se marcó el objetivo de mejorar la relación contractual por constituir múltiples riesgos, problemas y conflictos para su operación y considerando que de obtener algunos resultados favorables, se tendrían por añadidura diversos beneficios, entre ellos, el económico y la permanencia de la planta productiva; proponiéndose lograr las siguientes metas: modificar el clausulado del Contrato colectivo de Trabajo para sanearlo cuanto fuese posible, reduciendo la plantilla del personal sindicalizado y haciendo efectivo los servicios médicos en el Instituto Mexicano del Seguro Social y suspendiendo el servicio médico que proporcionaba
la empresa para evitarse así el suministro duplicado de ese servicio que le significaban múltiples problemas y costos elevados innecesarios.
Fue hasta el año de 1987 en que se logró hacer efectivos los servicio médicos en Instituto Mexicano del Seguro Social y suspenderlos
de la empresa, se redujeron 370 plazas de la plantilla sindicalizada y por consecuencia las cláusulas del Contrato Colectivo de Trabajo relativas a ese servicio desaparecieron. Por otra parte se fue disminuyendo, durante estos años, la plantilla de personal de confianza, la cual, de 175 plazas que tenía al principio de este período de redujo a 130.
En el mes de diciembre de 1986, Sosa Texcoco, S.A. fue desincorporada de la Secretaria de Energía, Minas e Industrias Paraestatal y correspondió a la Secretaría de Programación de evaluar, propalar y vender la empresa de acuerdo a la política del gobierno Federal para la venta de empresas paraestatales no estratégicas ni prioritarias para el gobierno, a la iniciativa privada. La Secretaría de Hacienda y Crédito Público, designó con el oficio 075, de fecha 15 de diciembre, a Banca Serfin S.N.C. para que se encargara de la venta de la empresa. Se inició esta tare solicitando a Fisomex, S.A. de C.V., mediante comunicación del 23 de diciembre, información necesaria para estos fines. Con fecha 27 de abril de 1987, se envió la información solicitada.
Así, en el mes de septiembre de 1988 la Secretaría de Hacienda y Crédito Público, dictó la resolución de venta a favor de Proyectos "S" de México. Sosa Texcoco, S.A. fue vendida a un costo muy atractivo, pero cargando el peso de un contrato colectivo que impedía la eficiencia del negocio.
El mencionado grupo estaba formado por inversionistas que contaban con vasta experiencia en el ramo químico y con firme propósito de transformaría en productiva para que ofreciera rendimientos satisfactorios. El 7 de julio de 1989, la empresa se transformó de Sociedad Anónima a Sociedad Anónima de Capital Variable.
Pasaron casi tres años de luchas par obtener buenas utilidades y colocarla en una posición competitiva, misma que fue posible debido a problemas que como consecuencia del alto costo de los insumos, el desgaste de los equipos (que provocaba la necesidad de renovarlos) y el enfrentar un contrato colectivo muy gravado que después de años de luchas en las mesas de negociación lo habían hecho invulnerable para la adecuada administración de la empresa, se llegó a la conclusión de plantear un conflicto colectivo de naturaleza económica ante la Junta Federal de Conciliación y Arbitraje, siendo la única solución posible para resolver el conflicto,
la redacción y firma de un nuevo Contrato Colectivo de Trabajo menos gravado.
El 15 de marzo de 1991, la Junta Federal de Conciliación y Arbitraje emitió laudo por medio del cual autorizaba la terminación de las relaciones individuales y colectivas de trabajo, establecidas entre la empresa y el Sindicato de Obreros y Empleados Sosa Texcoco y sus respectivos agremiados.
La empresa, se vio obligada a efectuar un paro en sus instalaciones industriales que impidió toda elaboración de productos para su venta. Después de varios meses de confrontación se determinó la eliminación de 125 plazas que se encontraban en manos del sindicato y que ocupaban labores de supervisión, contabilidad, informática, recursos humanos y vigilancia. Fue redactado un nuevo contrato colectivo de acuerdo a las necesidades de la empresa y de los trabajadores. Por otro lado, el Consejo de Administración determinó le reestructuración general de la empresa. Como parte de dicha reestructuración se encontraba la desincorporación de la Planta Productora de Alga Spirulina para formar así una nueva empresa con carácter propio y separada del entorno de Sosa Texcoco, S.A. de C.V.

## Alga/bacteria Spirulina
Las crónicas de la conquista de México mencionan una especie de vegetación que se formaba en la superficie de las aguas del Lago de Texcoco y era recogida por los mexicas, después de secarla y asarla, la consumían como alimento con el nombre de "Tecuitlatl" que en idioma náhuatl quiere decir "producto de piedra", pues habían observado que solo se formaba en aguas con alto contenido de sales minerales.[cita requerida]
El "tecuitlatl" de los mexicas es la Spirulina (Spirulina maxima), una bacteria cianoficea que en los últimos años ha sido objeto de crecientes investigaciones.
Sosa Texcoco, S.A., conocía de la existencia de la bacteria, y a partir de 1967, junto con otras entidades, realiza estudios y experimentos para se lleve a cabo el aprovechamiento industrial de la Spirulina. Por otra parte, en el VII Congreso Mundial del Petróleo, celebrado en México en 1967, Sosa Texcoco, S.A., entró en contactos con técnicos del Instituto Francés del Petróleo que estudiaban entonces el aprovechamiento en el África Central de la bacteria Spirulina. Es por este motivo que en 1973 se desarrolló la instalación de una planta piloto semindustrial con una capacidad de producción de una tonelada diaria de bacteria seca, la cual se esperaba desarrollar con una capacidad de cinco toneladas diarias en 1978.
Con esa producción, Sosa Texcoco, S.A., encabezaba, a nivel mundial, la fabricación de este producto. Cabe mencionar que, debido a que contiene un alto nivel proteínico, se utiliza como complemento alimenticio.
A principios de los años 80, se determinó la necesidad de edificar una nueva planta para satisfacer las necesidades productivas, microbiológicas y de control de calidad, mejorando de manera notable el cultivo y secado de la bacteria Spirulina, debido a que dicha planta se encontraría a orillas del último vaso del evaporador solar, donde se cultiva la misma. La maquinaría y equipos se encontraban a la vanguardia, su tecnología era prácticamente de punta y el personal altamente calificado.
La Spirulina es una bacteria microscópica azul-verde de la clase de las cianofíceas que se presenta en forma de filamento helicoidal de 200 micras de longitud en aguas fuertemente alcalinas. De los alimentos naturales es el que posee el mayor contenido de proteínas. La Spirulina crece de manera análoga a los vegetales, por medio de la fotosíntesis. Es un alimento natural consumido durante siglos por pueblos como los mexicas en México y los kanembous en África. Por ser un organismo multicelular, vive en cultivos acuáticos de elevada concentración de sales inorgánicas (vasos exteriores del caracol o evaporador solar, en el Lago de Texcoco), con el efecto de los rayos solares, desarrolla su protoplasma con un alto contenido de proteínas de excelente calidad. Presenta un aminograma muy similar al huevo y a la leche; también produce una cantidad importante de vitaminas como el complejo B, la vitamina A y la vitamina E. Su protoplasma lo constituyen también cantidades moderadas de lípidos, entre los que predominan los ácidos grasos esenciales para la dieta humana. Contiene clorofila, carotenos y minerales. Todo este conjunto de sustancias naturales producen un factor estimulante del crecimiento armónico del organismo.
Entre sus ventajas más importantes, podemos enumerar las siguientes:
- Por cultivarse, en soluciones fuertemente alcalinas, no se contamina con organismos patógenos o productos de desecho de otros organismos vivos; crece en ausencia de productos químicos tóxicos, como los pesticidas y herbicidas, por lo que resulta ser un alimento natural muy puro.
- Un kilogramo de Spirulina seca en polvo equivale en proteínas a cinco kilogramos de carne, a cuatro y medio kilogramos de pescado y a ocho litros de leche, cien gramos de Spirulina seca contienen, entre otras vitaminas naturales: 200 mg. de vitamina B12, 19 mg. de vitamina E, 40mg. de vitamina H, cuatro mg. de vitamina B2 y 300 mcg. de vitamina B6.
- El contenido de vitamina B12 en la Spirulina es 2,5 veces superior a la del extracto de hígado.
- El contenido de hidratos de carbono es muy bajo y sus lípidos no contribuyen al desarrollo de esteroles en los organismos.
- Por ser multicelular, sin celulosa, es altamente digestiva y fácil de asimilar.[cita requerida]

## Ligas externas
- SosaTexHistorico.pdf

- Datos: Q6132613